# DIIV
DIIV est un groupe de rock indépendant américain, originaire de Brooklyn, à New York. Le groupe compte quatre albums,  Oshin en 2012, Is the Is Are en 2016 et Deceiver en 2019 sortis sur le label Captured Tracks et Frog in Boiling Water publié le 24 mai 2024 par le label californien Fantasy Records.

## Biographie

### Formation et premier album (2011-2015)
Le groupe est à l'origine un projet solo du guitariste Zachary Cole Smith qui jouait sur scène avec les groupes Soft Black (en), Darwin Deez, et Beach Fossils. Le nom initial du projet était Dive en référence à un morceau de Nirvana présent sur le single Sliver. Le musicien est rapidement rejoint par le guitariste et ami d'enfance Andrew Bailey, le bassiste Devin Ruben Perez, et le batteur Colby Hewitt (qui jouait auparavant dans Smith Westerns (en)).
Le groupe signe sur le label Captured Tracks et publie deux premiers singles en 2011. À la suite d'un problème d'homonymie avec le projet Dive (en) du musicien belge Dirk Ivens (en) le groupe change son nom pour DIIV en mai 2012. Un nouveau single Geist est publié au mois d'avril 2012, il précède la sortie de l'album Oshin le 26 juin 2012. Le groupe se produit à de nombreuses occasions pour promouvoir ce disque, notamment en première partie de The Vaccines au Royaume-Uni et de Japandroids aux États-Unis. L'album est bien reçu par la presse avec un score moyen de 80⁄100, sur la base de 24 critiques collectées, sur le site agrégateur de critiques Metacritic. Il est classé dans plusieurs listes de fin d'année de magazines musicaux, dont NME (13⁄50) et Pitchfork (40⁄50). En juillet 2013 Colin Caulfield, anciennement membre du groupe Young Man, rejoint le groupe comme guitariste et claviériste.
Le groupe fait ensuite parler de lui pour des raisons extra-musicales: arrestation du chanteur et de sa petite amie Sky Ferreira pour possession de drogue en 2013, limogeage du bassiste après des sorties racistes, sexistes et homophobes en 2014 sur 4chan, et limogeage du batteur en 2014 pour, là encore, des problèmes de drogue ; il est remplacé par Ben Newman.

### Is the Is Are(2016-2018)
Le 5 février 2016 voit la sortie de Is the Is Are, deuxième album du groupe. Le 26 mars, le groupe annule la dizaine de dates restantes de sa tournée européenne « pour des raisons de santé urgentes ». Le 3 février 2017, Smith annonce sur Instagram être entré en cure de désintoxication en vue d'un « traitement hospitalier de longue durée ». Il quitte New York pour s'installer à Los Angeles, rejoint ensuite progressivement par les autres membres du groupe. Le 7 avril 2017, DIIV remonte sur scène pour la première fois depuis l'hospitalisation de Smith.

### Deceiver(2019-2022)
Le troisième album du groupe baptisé Deceiver est publié à l'automne 2019. Le disque est là encore marqué par les thèmes de l'addiction, de la guérison et de la sobriété,. Le groupe True Widow, l'un des groupes préférés de Smith, sert de référence sonore pour son enregistrement.
En 2023 dans le cadre du Record Store Day le disque Live At Murmrr Theatre est publié. Il s'agit d'un enregistrement d'un concert donné en acoustique en 2017 et qui avait été publié auparavant uniquement en version numérique en 2022. Il contient des reprises de My Bloody Valentine (When You Sleep) et d'Alex G (Hollow).

### Frog in Boiling Water(depuis 2023)
Le 28 octobre 2023, ils se produisent à New York en première partie de Depeche Mode, au Madison Square Garden.
En novembre 2023, un nouveau titre, Soul Net, est publié via un site internet dédié.
Le 15 février 2024, le groupe annonce un nouvel album, Frog in Boiling Water, qui sortira le 24 mai, sur le label Fantasy Records. Le titre Brown Paper Bag est publié sur YouTube le même jour. Le titre de l'album est une référence à la métaphore de Daniel Quinn, dans son roman philosophique The Story of B (en).
Le 22 mai 2025, DIIV publie le single Return of the Youth. Ce projet est influencé notamment par l’incendie de la maison du chanteur Zachary Cole Smith lors des incendies survenus à Los Angeles au début de l’année,.